# Alexa Aimes
Alexa Aimes (San Francisco, California; 7 de marzo de 1989) es una actriz pornográfica y modelo erótica estadounidense.

## Biografía
Aimes nació en San Francisco (California) en marzo de 1989. Creció bajo la tutela del Estado y fue pasando de casa de acogida durante bastante tiempo. A los 16 años decidió emanciparse de su última casa. A esa edad obtuvo el GED. Acudió a un programa de la CNA durante tres meses, acudiendo finalmente a la Universidad de California en Davis, donde obtuvo su título de doble grado en microbiología y fisiología y se graduó con honores.
Aimes entró en la escuela de posgrado con una beca parcial. Para poder mantenerse, estuvo trabajando en tres empleos hasta que recibió una oferta para comenzar como modelo de desnudos y, posteriormente, como actriz. Debutaría, finalmente, en la industria pornográfica en junio de 2013, a la edad de 24 años.
Como actriz, trabajó en películas de productoras como Devil's Film, Zero Tolerance, Bang Productions, Filly Films o Wicked Pictures. Además, Aimes trabajó para distintos sitios web como Brazzers o Bang Bros.
Así mismo, participó en la premier de la séptima temporada de la serie Sons of Anarchy junto a las hermanas Natasha y Natalia Starr, Daisy Marie, Misty Stone, Layton Benton, Cassandra Cruz, Mia Isabella y Vicki Chase.
Algunos títulos de su filmografía son Big Busty Workout, Fornication 101, Mommy and Me 9, Slurpy Throatsluts 3, Throat Fucks 5 o Titty Creampies 7.
Se retiró en 2017, con algo más de 50 películas grabadas como actriz.

## Premios y nominaciones
| Año  | Ceremonia   | Resultado | Premio                                      | Trabajo |
| ---- | ----------- | --------- | ------------------------------------------- | ------- |
| 2015 | Premios AVN | Nominada  | Premio fan: Actriz revelación más rompedora | —       |
| 2017 | Premios AVN | Nominada  | Premio fan: Estrella mediática              | —       |